# Goriški Vrh
Goriški Vrh este o localitate din comuna Dravograd, Slovenia, cu o populație de 201 locuitori.